# Flytoget

Logo

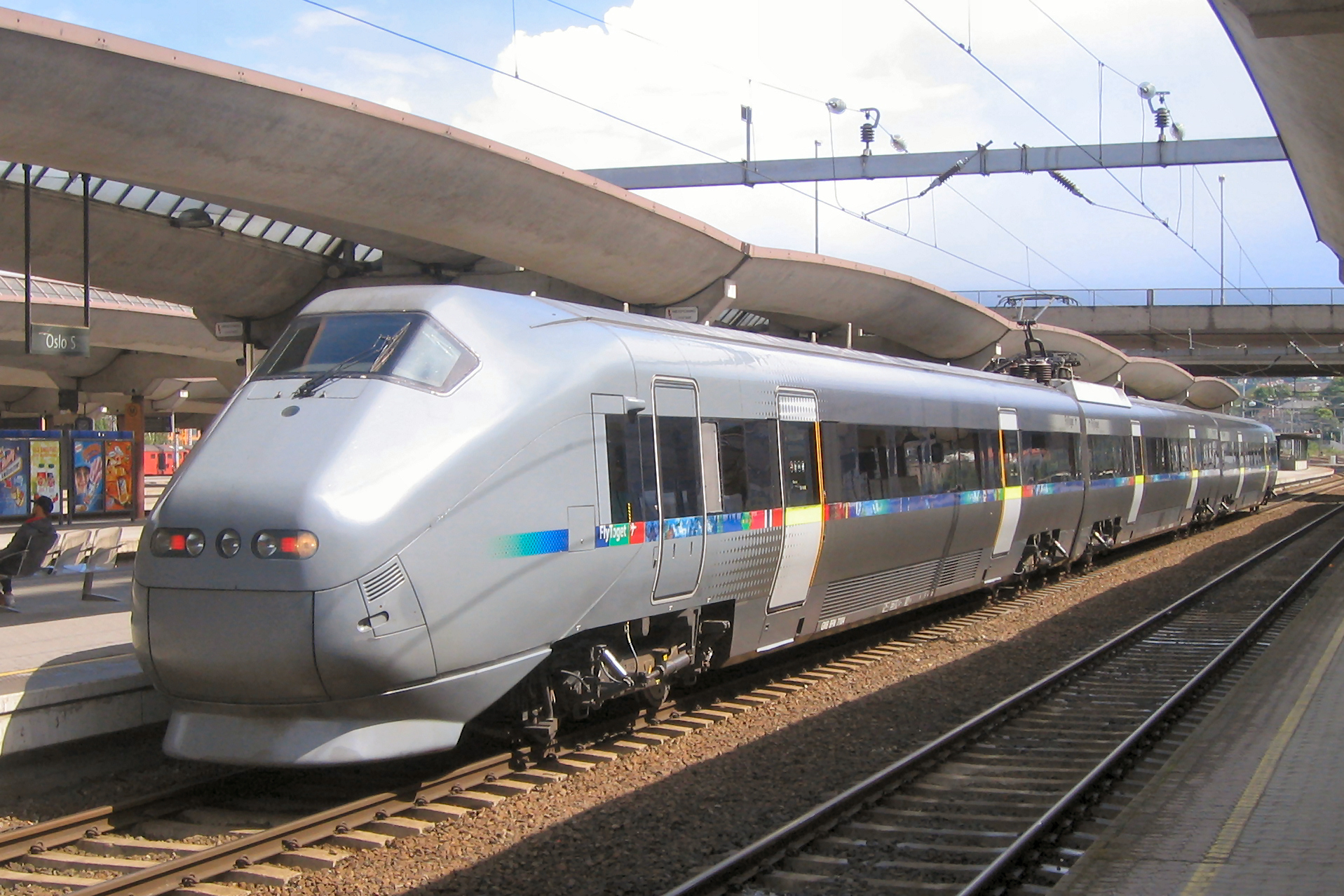
Ein GMB Type 71, Flytoget

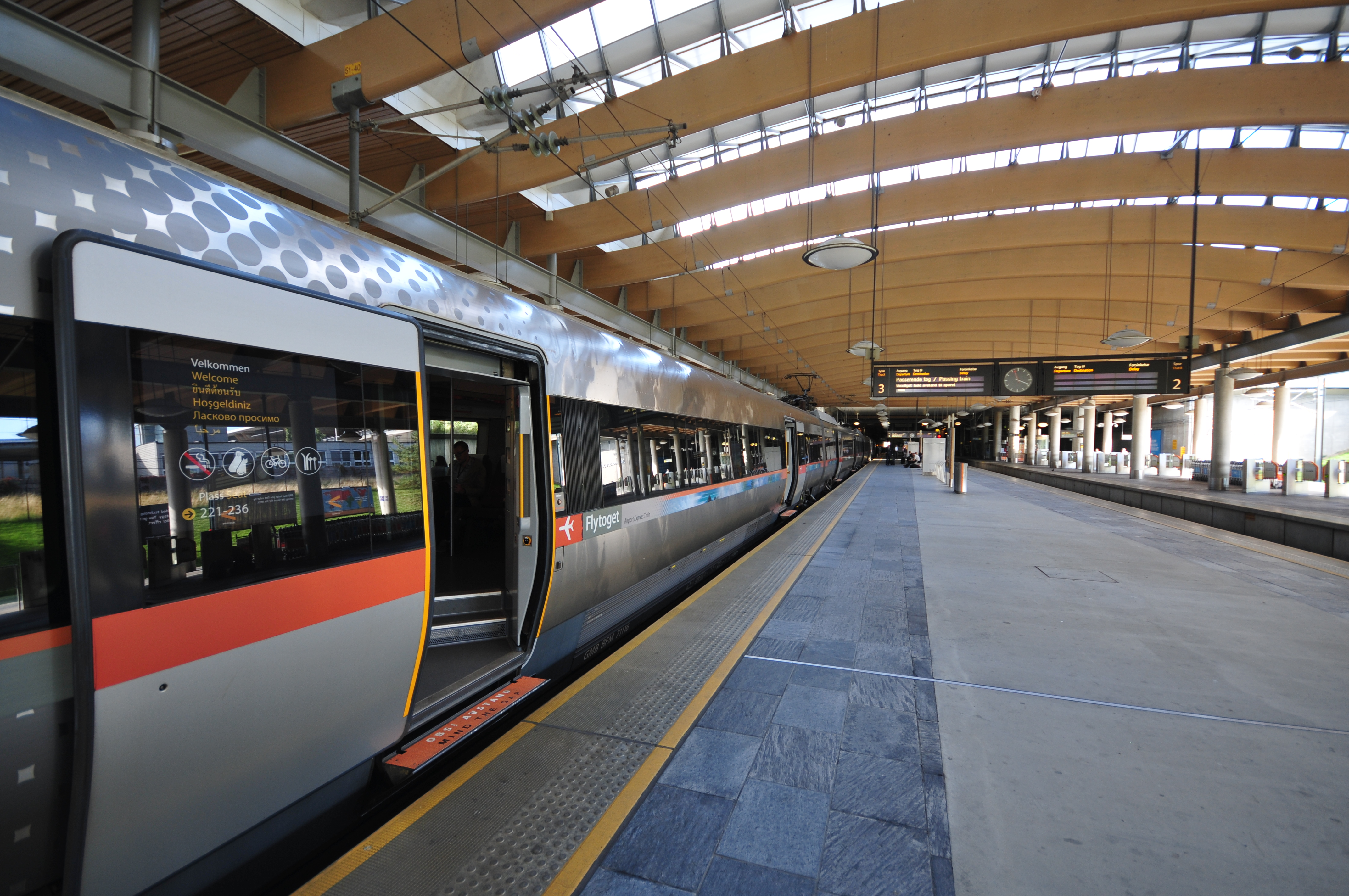
Flytoget im Bahnhof Flughafen Gardermoen

Die Flytoget AS ist eine norwegische Bahngesellschaft, die den Betrieb auf der Gardermobanen durchführt. Sie betreibt den Hochgeschwindigkeitszug Flytoget, der als Flughafenexpresszug zwischen dem Flughafen Oslo-Gardermoen und Oslo verkehrt. Die Firma befindet sich im Besitz des norwegischen Staates unter Verwaltung des Nærings- og fiskeridepartementet (deutsch Wirtschafts- und Fischereiministerium). und wurde 2025 wurde von der Vygruppe übernommen.

## Geschichte
1992 beschloss das norwegische Storting den Bau des neuen Flughafens in Gardermoen. Von Anfang an wurde eine schnelle Bahnanbindung des Flughafens an die Hauptstadt Oslo favorisiert. Noch im gleichen Jahr bekam die Norges Statsbaner (NSB) den Auftrag zum Bau einer zweigleisigen Hochgeschwindigkeitsstrecke, der ersten dieser Art in Norwegen.
1996 wurde die NSB Gardermobanen AS mit dem Betrieb der Bahn betraut. Auf Grund von Problemen beim Bau des Tunnels Romeriksporten wurde der Verkehr nach der Eröffnung im Oktober 1998 zunächst über eine Umgehungsstrecke geführt. Im August 1999 war der Tunnel betriebsbereit und die Bahn konnte den vollen Service anbieten. Die Baukosten für das gesamte Projekt beliefen sich auf 10 Mrd. Kronen, zum damaligen Zeitpunkt also weit über 2 Mrd. DM.
Im Jahr 2000 beschloss das Storting, Norges Statsbaner (NSB) aus der Verantwortung zu nehmen und mit Beginn des Jahres 2001 den Betrieb in die Hände der neuen Verkehrsgesellschaft Flytoget AS zu übergeben. Damit war die Entwicklung der Verkehrsgesellschaft vollzogen. Die Infrastruktur, also Gleis- und Signalanlagen, Elektroversorgung, Bahnhöfe usw. liegen heute in der Verantwortung verschiedener Geschäftsbereiche von Jernbaneverket.
Im Dezember 2002 beschloss das Parlament die Umbildung von Flytoget AS zu einer eigenen staatlichen Gesellschaft unter der Führung des Verkehrsministeriums. Seit 2004 agiert Flytoget AS nunmehr als selbstständige Gesellschaft des norwegischen Handels- und Wirtschaftsministeriums.
Im Jahr 2005 beförderte Flytoget AS von Januar bis Juni bereits 2,22 Mio. Fahrgäste, mehr als in den Vergleichszeiträumen jemals zuvor.
Flytoget wurde mit der Zustimmung der Hauptversammlungen der beiden Unternehmen am 31. März 2025 eine Tochtergesellschaft der Vygruppe. Die jeweiligen Verkehre mit den eigenen Marken und Tarifen blieben zunächst bestehen. Bis 2028 wurde eine vollständige Fusion und für 2028 ein einheitlicher Tarif angekündigt. Das Samferdselsdepartementet strebte mit der Fusion ein einheitliches Verkehrsunternehmen an, um die Kapazität des Oslotunnels besser auszunutzen.

## Betrieb
Die Züge des Flytoget verkehren vom Flughafen alle 10 bis 20 Minuten zum Hauptbahnhof von Oslo, mit einer Reisezeit von rund 19 Minuten. Ein Teil der Züge wird in Richtung Südwesten durchgebunden bis Drammen.

### Planungen
Ab Dezember 2027 möchte Flytoget den kommerziellen Personenverkehr auf der Strecke Oslo–Kristiansand aufnehmen. Dazu hat Flytoget der norwegischen Eisenbahnbehörde Statens jernbanetilsyn eine Mitteilung über diese Pläne übermittelt. Flytoget beabsichtigt, den Abschnitt ohne finanzielle Unterstützung des Staates zu betreiben.
Die Strecke ist Teil des Trafikkpakke 1 Sør, das Go-Ahead Nordic befährt. Dieses Verkehrsabkommen läuft im Dezember 2027 aus. Der Personenzugverkehr in Norwegen ist seit 2021 im freien Wettbewerb, daher können sich danach anderen Eisenbahnunternehmen für den Betrieb auf eigene Kosten und eigenes Risiko bewerben.

## Fahrzeuge
Zum Einsatz kommen die 16 von Adtranz für NSB hergestellten, elektrisch angetriebenen, Hochgeschwindigkeitszüge der Bauart GMB Type 71. Die Züge sind als vierteilige Großraumwagen ausgelegt und mit einer Klimaanlage sowie einem Fahrgastinformationssystem ausgestattet. Sie erreichen Geschwindigkeiten bis 210 km/h.
Zusätzlich wurden 2015 acht Triebwagen des Typs CAF Oaris – (in Norwegen Flytoget Type 78) für eine maximale Geschwindigkeit von 250 km/h bestellt. Sie sollten 2018 in Betrieb genommen werden, was jedoch erst im Juni 2021 erfolgte. Noch im selben Monat wurden die Züge wieder aus dem Betrieb abgezogen, nachdem am Drehgestell eines Wagen ein Riss festgestellt worden war. CAF übernahm die Verantwortung und entschädigt Flytoget für die zusätzlichen Kosten, die sich aus den Fehlern und der Verzögerung ergeben.
Bis zum Sommer 2022 gelang es CAF nicht, die Züge in einen betriebsfähigen Zustand zu versetzen oder einen verbindlichen Termin für die Inbetriebnahme anzugeben. Erst 2023 konnte Flytoget A/S die Züge übernehmen.